# 海霧 (2014年電影)
《海霧》，是一部根據真實事件改編、於2014年上映的韓國電影，由奉俊昊製作、沈成寶負責執導，金倫奭、朴有天等人主演的一部驚悚劇情片。《海霧》是基于2001年泰昌號船難真实事件，內容講述懷著夢想決定放手一搏而出航的六名船員，駕駛曾有著輝煌過去的漁船，卻不得已轉變成載著偷渡者們的生命共同體之船，不料在茫茫海霧中發生海難，還伴隨著一場難以控制的混亂事件。真实事件中25名中国去韩国的偷渡客因为窒息而死在泰昌号货仓中。他们的尸体被船员在2001年10月7日抛到丽水西南方的海域。
該片獲選為代表韓國角逐第87屆奧斯卡金像獎最佳外語片的作品，並是韓國唯一一部入圍第72屆金球獎初選名單，獲得角逐最佳外語片獎資格的電影。

## 剧情介绍
1998年，金融危机持续肆虐亚洲，因IMF的限制政策，韩国经济亦陷入下滑。前进号曾經是叱咤海上的漁獲之光，卻面臨生存危機，船长江哲洙（金倫奭 饰）此时正为保住渔船而忧心忡忡，為了生計而跑去找呂老闆接偷渡生意：运送一批中国朝鲜族的偷渡客至韩国。
江哲洙与五名船员再度登上“前进号”，驶往海上的交接地点。夜晚大雨中，船员们将数十名偷渡者接到船上，其中的两名女子引发了寂寞船员们的兴趣，新手船员东植（朴有天 饰）更是对较年轻的一位女子红梅一见倾心，不惜跳海将红梅救起。东植将红梅藏在温暖的轮机室中，遇上海巡來船上巡視一圈， 偷渡客們被關進鱼舱内，當海巡坐在魚艙蓋子附近，聽到魚艙內傳來的聲音，說不定就是偷渡客們垂死的掙扎。等到船員打開蓋子，裡面一片安靜，偷渡客因为冷冻机故障产生有毒气体全部死亡，此时海上一片海雾出现之后被卷入了他们无法控制事态发展的事件中。
为了掩人耳目，船长命令船员们残忍将尸体解体弃海，这一切被藏起来的红梅目睹，为了保护红梅的东植不惜与其他船员以命相搏。

## 演员
- 金倫奭 饰 江哲洙，前进号船长上一切事物的责任人，面对动乱始终坚定地处在领导地位。
- 朴有天 饰 朱东植，船员之一，年纪最小最淳朴，一直守护深爱女子至终
- 韓藝璃 饰 红梅，为了寻找失联的哥哥而搭上偷渡船的中国朝鲜族女子，与朱东植在船上相恋
- 李熙俊 饰 昌旭，船员之一
- 金相浩 饰 浩英，船员之一甲板长
- 文盛瑾 饰 元旲，船员之一輪機長
- 柳承穆 饰 敬求，船员之一磙子手
- 趙慶淑 飾 綠女，偷渡朝鮮族女子
- 鄭寅基 飾 吳南，偷渡朝鮮族男子，是位老師
- 金英雄 飾 吉秀，偷渡朝鮮族男子，滿嘴抱怨
- 奇周峰 飾 船東
- 廉惠蘭 飾 船東夫人
- 芮秀貞 飾 東植奶奶
- 尹帝文 飾 金係長

## 制作
- 该片是朴有天正式担任主要角色的首部银幕之作
- 该片是奉俊昊首次企劃并制作的電影
- 该片是韩国电影首次推出动态海报。影片有70%以上的场景都是实际在海上拍摄。[5]

## 主要奖项
- 2014年夏威夷国际电影节金兰花最佳剧情片
- 第51届大鐘獎最佳新人男演员奖（朴有天）
- 第51届百想藝術大獎电影部门最佳新人男演员奖（朴有天）
- 第35届青龙奖最佳新人男演员奖（朴有天）
- 第35届青龙奖最佳美术（李夏准）[3]

## 外部連結
- 官方网站 
- 韩国电影数据库（KMDb）上《Haemoo》的資料
- 互联网电影数据库（IMDb）上《Haemoo》的资料（英文）
- 《Haemoo》在HanCinema的页面（英文）